# Vaux (Aisne)
De Vaux is een zijrivier van de Aisne in het Franse departement Ardennes (regio Grand Est). De rivier heeft een lengte van 37,7 kilometer en een verval van 168 meter, gemeten vanaf de bron bij Signy-l'Abbaye tot aan de monding bij Château-Porcien.
De bron van de Vaux bevindt zich op 236 meter boven zeeniveau in de Crêtes préardennaises, de meest zuidelijke uitlopers van de Franse Ardennen in het noorden van de Porcien. Het water ontspringt aan de rand van het Fôret de Signy, ongeveer vijf kilometer ten noordwesten van Signy-l'Abbaye. De rivier stroomt zuidwaarts via Signy, Lalobbe, La Neuville-lès-Wasigny, Wasigny, Chappes, Justine-Herbigny, Hauteville, Arnicourt, Inaumont, Écly en Barby om ongeveer twee kilometer stroomopwaarts van Château-Porcien in de Aisne uit te monden op 68 meter hoogte. Onderweg neemt de Vaux talrijke beekjes op, waaronder de Plumion.